# Masamichi Hayashi
Masamichi Hayashi (林 誠道 Hayashi Masamichi?, nacido el 4 de abril de 1996 en Hyogo) es un futbolista japonés que se desempeña como centrocampista.

## Trayectoria

### Clubes
| Club            | País  | Año    |
| --------------- | ----- | ------ |
| Gainare Tottori | Japón | 2015 - |

## Estadística de carrera

### J. League
| Club            | Año   | J. League | J. League | Copa J. League | Copa J. League | Total | Total |
| Club            | Año   | Part.     | Goles     | Part.          | Goles          | Part. | Goles |
| --------------- | ----- | --------- | --------- | -------------- | -------------- | ----- | ----- |
| Gainare Tottori | 2015  | 27        | 1         | -              | -              | 27    | 1     |
| Gainare Tottori | 2016  | 17        | 0         | -              | -              | 17    | 0     |
| Gainare Tottori | 2017  | 19        | 0         | -              | -              | 19    | 0     |
| Total           | Total | 63        | 1         | 0              | 0              | 63    | 1     |